# Blesk
Blesk (pol. „błyskawica”) – czeski dziennik bulwarowy ukazujący się w Pradze od 1992. Jest czeskim odpowiednikiem szwajcarskiego tabloidu „Blick”, wydawanego przez ten sam koncern, Ringier. Jest to najpoczytniejsza gazeta w kraju – ukazuje się 7 razy w tygodniu (niedzielne wydanie „Nedělní Blesk”) w sześciu regionalnych mutacjach.